# Hedwig Neven DuMont
Hedwig Neven DuMont geb. Prinzessin von Auersperg (* 9. August 1946 in Seekirchen) ist die Witwe des 2015 verstorbenen Kölner Verlegers Alfred Neven DuMont und wird in der Öffentlichkeit als sozial engagierte Bürgerin wahrgenommen. Am 16. August 2020 wurde sie für ihr langjähriges Engagement zur Ehrenbürgerin der Stadt Köln ernannt.

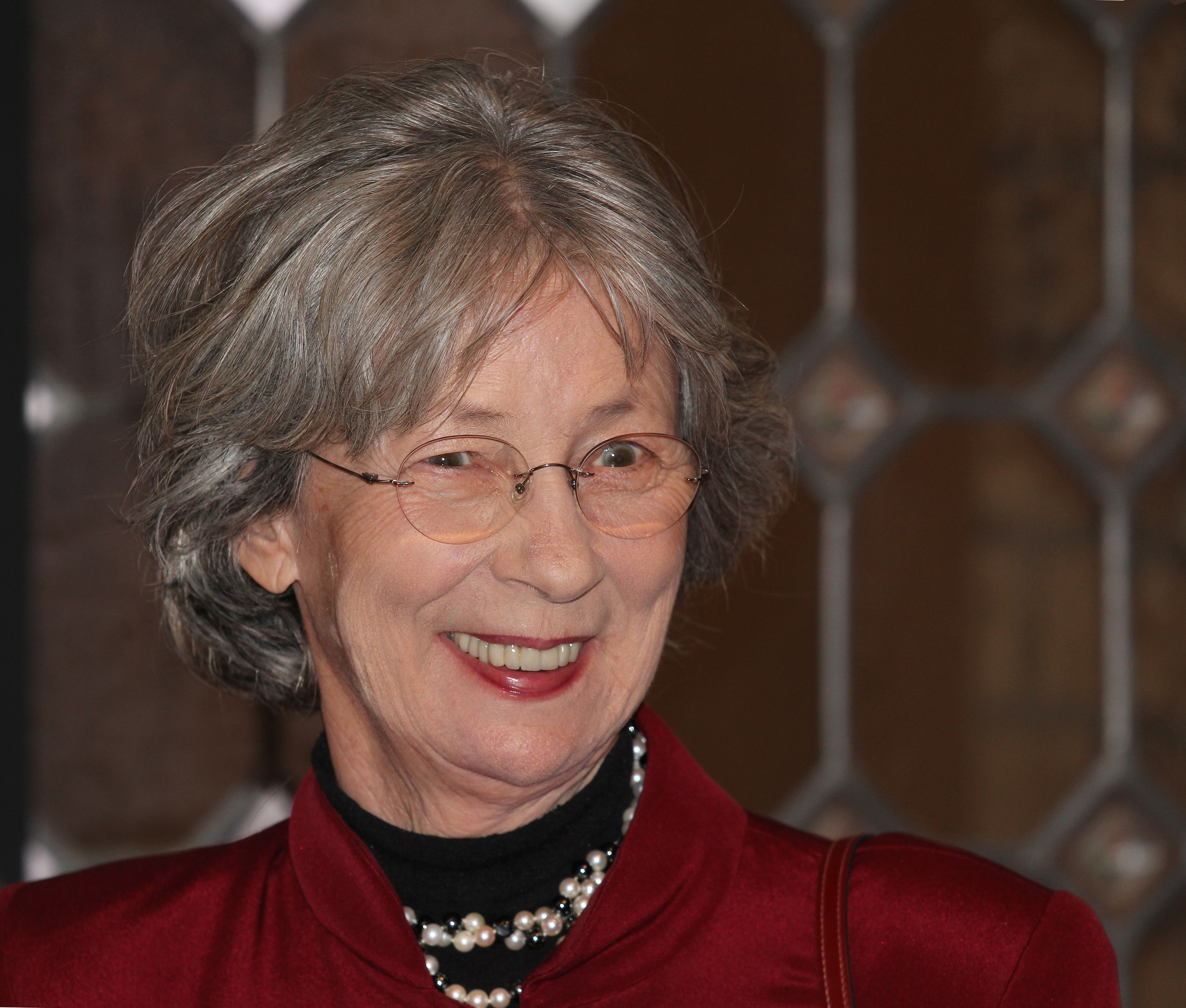
Hedwig Neven DuMont, 2012

## Familie
Hedwig Neven DuMont ist eine Tochter des Karl Prinz von Auersperg und der Dolmetscherin Elisabeth von Gutmannsthal-Benvenuti. 1952, als sie fünf Jahre alt war, ließen sich die Eltern scheiden, worauf der Vater 1953 in London Penelope Gibson, Tochter eines britischen Captains der Garde, und die Mutter 1956 in München Wilhelm Graf von Magnis heiratete. 1966 heiratete Hedwig Neven DuMont in Forsbach bei Köln Alfred Neven DuMont. Mit ihm hat sie drei Kinder: Markus (Spiridon) Neven DuMont (1967–1995), Isabella Neven DuMont (* 1968) und Konstantin Neven DuMont (* 1969). Markus studierte an der Kunsthochschule für Medien Köln und nannte sich als Künstler in seinen letzten Lebensjahren Spiridon Neven DuMont. Ihm gewidmet ist der vom Ehepaar Neven DuMont gestiftete Spiridon-Neven-DuMont-Preis zur Förderung junger Künstler an der Kunsthochschule für Medien (KHM).

## Engagement
- Neven DuMont ist seit vielen Jahren Vorsitzende des Vereins „Wir helfen“, Köln, und seit der Gründung im Jahr 2001 auch des Vereins „Wir helfen“ Halle.[3]
- Sie engagiert sich unter anderem im Kuratorium des „Zentrums für Frühförderung und Frühbehandlung“, als Vizevorsitzende im Förderverein des Kölner Kinderschutzbundes und als Schirmherrin des Weltkindertages.[4]
- Ihre Unterstützung des Vereins Rom e. V. für die Rechte der Roma machte (laut Günter Wallraff) die Errichtung der Schule »Amaro Kher« für Sinti und Roma erst möglich.[5]
- Als Schirmherrin des Vereins „Hits fürs Hospiz“ unterstützt Neven DuMont die Hospizbewegung und damit die liebevolle Versorgung lebensverkürzend erkrankter Menschen in ihrem letzten Lebensabschnitt[6]
- Während der Oberbürgermeisterwahl in Köln 2015 engagierte sie sich in Wahlkampfmaterialien für die von Bündnis 90/Die Grünen vorgeschlagenen und mehreren Parteien unterstützten parteilosen Kandidatin Henriette Reker.[7]

## Schriften
- Backgammon. Kriminalroman. Bastei Lübbe 2011, ISBN 3-404-16083-5

## Auszeichnungen
- 1997: Rheinlandtaler[8]
- 1998: Verdienstkreuz am Bande des Verdienstordens der Bundesrepublik Deutschland[9]
- 2006: Großes Verdienstkreuz des Verdienstordens der Bundesrepublik Deutschland[10]
- 2009: Verdienstorden des Landes Nordrhein-Westfalen
- 2011: Alternative Kölner Ehrenbürgerschaft gemeinsam mit Kurt Holl.[11] In der Begründung des Bürgerkomitee „Alternative Kölner Ehrenbürgerschaft“ heißt es: „Wir ehren sie als eine Frau, die jenseits aller beruflichen Interessen und politischen Pflichten zum Erhalt und zum Ausbau einer solidarischen Gesellschaft beiträgt.“
- 2015: Ehrenring des Rheinlandes[8]
- 2020: Ehrenbürger der Stadt Köln[12][13][14]